# Jaquette Liljencrantz
Baronesse Agnes Jakobina Jaquette Vilhelmina Liljencrantz-Rasmussen (født 4. februar 1845 i Stockholm, død 13. oktober 1920 i København) var en dansk (oprindeligt svensk) forfatter, journalist, kvinderettighedsaktivist, fagforeningsformand og socialist. 

## Barndom og ungdom
Jaquette Liljencrantz blev født ind i et ultrakonservativt og pietistisk overklassemiljø i Sverige, hvor faren var overhofmarskal for Kong Oscar 1. Jaquette kom til København i 1869 kort efter sin fars død. Herfra tog hun videre til Paris, hvor hun hurtigt blev fascineret af den franske anarkist, “Den røde Jomfru”, Louise Michel. Efter Paris vendte Jaquette tilbage til København, hvor hun i 1872 forelskede sig i den norske købmandssøn Anton Gjerding, som hun blev gravid med. Han havde imidlertid en forlovet i Norge, og efter at have født deres søn (der døde kort tid efter), anklagede Jaquette Gjerding for brudt ægteskabsløfte og ønskede kompensation. I Oslo oprettede Jaquette kvindeforeningen Nemesis med den norske maler og kvindesagspioner Aasta Hansteen. Sammen bidrog de til Sædelighedsfejden ved offentligt at argumentere for kvinders ret til børnebegrænsning samt uægte børns retsstatus. 

## Politisk forfatterskab
Jaquette blev ansat på den danske avis Social-Demokraten i 1875 af Louis Pio. Året efter, i 1876, blev hun det første kvindelige medlem af Socialdemokratiet, og samme år var hun ligeledes den første og eneste kvinde til at blive valgt ind i partiets Centralbestyrelse. Hun var nu en del af den danske arbejderbevægelse. Hun skrev om kvindefrigørelse i Social-Demokraten under pseudonymet Medea.. Hendes artikler blev udgivet i pjecen Den ugifte kvindes juridiske stilling, hvilket resulterede i, at Den Frie kvindelige Forening, som var den første socialistiske kvindeforening i Danmark, bad hende om at blive deres formand. 
Efter sit arbejde på Social-Demokraten, blev Jaquette redaktør af det svenske tidsskrift Minerva og siden medarbejder ved pionisternes forskellige kortlivede aviser: Herolden, Den radikale Socialist og Den radikale, som hun var medudgiver af. Som udgiver af Den nye Socialist i 1884 blev hun den første kvinde i Danmark, der grundlagde sin egen avis.

## Forhold til Louis Pio
Efter at have læst en kvindeemancipatorisk artikel af Louis Pio kontaktede Jaquette Liljencrantz ham i 1875 på Social-Demokraten. Her havde hun efter sigende følgende samtale med Pio:
”Er det rigtigt, at De kæmper for Kvindens Ligestilling med Manden?”
”Ja, jeg anser Kvindens Frigørelse for at være et ubestrideligt Retfærdighedskrav”
”Saa tilhører jeg fra i Dag helt og fuldt Deres Bevægelse”
Jaquette lånte Pio 2.000 kroner til indkøb af ny trykkerimaskine til gengæld for en fastansættelse ved Social-Demokraten. Med støtte fra Pio fik hun under stor modstand meldt Den Frie kvindelige Forening ind i Fagforeningernes Centralbestyrelse. 
Pio flygtede i 1877 til USA uden at have betalt Jaquette de 2.000 kroner tilbage. Gennem Udenrigsministeriet og det danske konsulat i New York forsøgte hun flere gange uden held at få Pio til at betale sit lån tilbage. Jaquette tog sagen i egen hånd og udgav pjecen Louis Pios Færd mod J.L., hvor hun fremstillede den forsvundne leder som en forræder. Ikke desto mindre holdt hun fast i den pionistiske linie i de interne opgør, der fulgte i arbejderbevægelsen. Hun mistede jobbet på Social-Demokraten og indtog en uforsonlig holdning til flere af partiets og bladets nye magthavere, især Christen Hørdum og Peter Thygesen Holm. 

## Privatliv
I 1884 giftede Jaquette sig med den 20 år ældre journalist Carl Vilhelm Rasmussen (1827-1894), der i 1876 var blevet ekskluderet af Socialdemokratiet efter at have kritiseret Pio og Centralbestyrelsen. Rasmussen havde som redaktør af det satiriske blad Figaro latterliggjort Jaquette, men siden blev han hendes medarbejder, bl.a. som ansvarshavende redaktør ved Den nye Socialist. Efter Rasmussens død 1894 blev Jaquette eneforsørger for sønnen Gustaf, og selvom det meste af familien i Sverige nu havde slået hånden af hende på grund af hendes politiske arbejde, fik hun dog lidt økonomisk støtte fra den kant.